# 比托
比托（法語：Butteaux，法語發音：[byto]）是法国勃艮第-弗朗什-孔泰大区约讷省的一个市镇，属于阿瓦隆区。

## 地理
比托（47°58'40"N, 3°48'36"E）面积7.55 平方千米，位于法国勃艮第-弗朗什-孔泰大區约讷省，该省份为法国中北部内陆省份，西接卢瓦雷省，西北接塞纳-马恩省，南至涅夫勒省，东临科多尔省，东北与奥布省接壤。
与比托接壤的市镇（或旧市镇、城区）包括：莱克鲁特、佩尔塞、热尔米尼、若尔日、苏曼特兰。

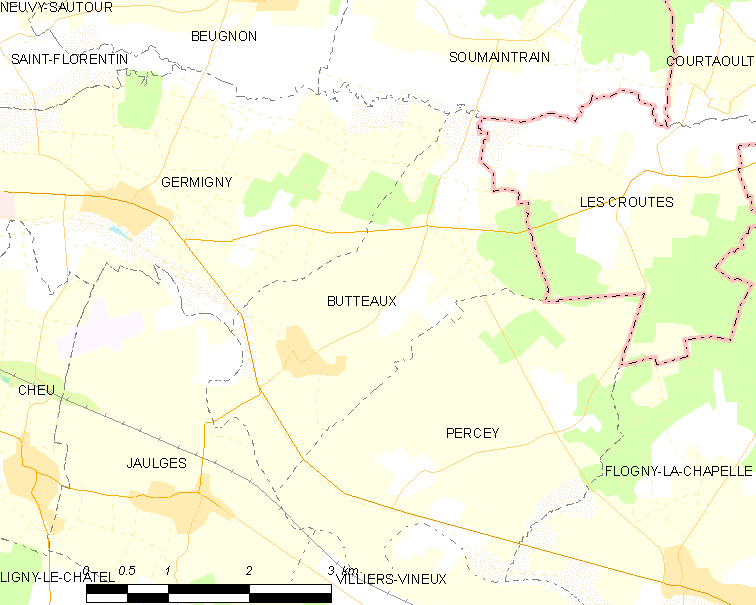
比托的OSM定位图

比托的时区为UTC+01:00、UTC+02:00（夏令时）。

## 行政
比托的邮政编码为89360，INSEE市镇编码为89061。

## 政治
比托所属的省级选区为圣弗洛朗坦县。

## 人口

1962-2008年间比托人口变化图示

比托于2022年1月1日时的人口数量为255人。